# 吡哆醛
吡哆醛（英語：Pyridoxal）分子式C8H9NO3，是一种被称为维生素B6的化合物之一，另外两个分别是：吡哆醇与吡哆胺。